# Maxillaria grobyoides
Maxillaria grobyoides är en orkidéart som beskrevs av Leslie Andrew Garay och Galfrid Clement Keyworth Dunsterville. Maxillaria grobyoides ingår i släktet Maxillaria och familjen orkidéer. Inga underarter finns listade i Catalogue of Life.